# Tarsus (thành phố)
Tarsus (tiếng Hittite: Tarsa, tiếng Hy Lạp: Ταρσός, tiếng Armenia: Տարսոն, Tarson) là một thành phố nằm trong tỉnh Mersin của Thổ Nhĩ Kỳ. Thành phố Tarsus có diện tích 2.240 km2, dân số thời điểm năm 2009 là 227.021 người. Đây là thành phố lớn thứ 31 tại Thổ Nhĩ Kỳ.
Thành phố lịch sử nằm ở nam trung bộ Thổ Nhĩ Kỳ, 20 km trong đất liền từ biển Địa Trung Hải. Nó là một phần của vùng đô thị Adana, Mersin, vùng đô thị lớn thứ tư ở Thổ Nhĩ Kỳ với dân số 2,75 triệu người. Tarsus là một huyện hành chính trong Mersin tỉnh và nằm trong cốt lõi của khu vực Cukurova.
Với một lịch sử hơn 2.000 năm, Tarsus đã từ lâu đã dừng chân quan trọng đối với thương nhân, một đầu mối của nhiều nền văn minh bao gồm cả đế chế La Mã, khi Tarsus là thủ phủ của tỉnh Cilicia, hiện trường của cuộc họp đầu tiên giữa Mark Antony và Cleopatra, và nơi sinh của Thánh Phaolô.

## Thành phố kết nghĩa
- Langen, Đức
- Malmö, Thụy Điển
- Muğla, Thổ Nhĩ Kỳ
- Antalya, Thổ Nhĩ Kỳ
- Akanthou, Bắc Síp

## Làng
Các làng thuộc địa phận Tarsus bao gồm:
- Hacıbozan
- İncirgediği
- İncirlikuyu
- Kaleburcu
- Karboğazı
- Tepetaşpınar